# Кућа породице Матић у Вранићу
Кућа породице Матић из Вранића представља ретко очуван примерак шумадијске дводелне чатмаре из прве половине 19. века и једина је до данас идентификована устаничка кућа на београдском подручју. Налази се у црквеној порти у Вранићу, у јединственом комплексу културно-историјских споменика.
Осим куће породице Матић у порти се још налазе и црква брвнара грађена почетком 19. века, црква Св. Илије с краја 19. века, надгробници, неколико старих економских зграда, пренесених у порту са других локација у Вранићу и околним селима, Парохијски дом у коме се налазе Спомен музеј, архив и црквена библиотека, и свештеничка кућа. Цео комплекс издваја се по свом културно-историјском значају и представља немерљиво значајно споменичко наслеђе.

## Историјат
Кућа породице Матић грађена је почетком 19. века. Познато је да су се у њој уочи и током Првог српског устанка у овој кући састајале вође устанка личности које се у Вранићу јављају као организатори и вође устанка – Павле и Анастас Поповић, Милисав Чамџија и Мата Мирковић. Захваљујући овим људима, Вранић је постао једно од жаришта устанка у Београдској нахији, а кућа породице Матић једина до данас идентификована устаничка кућа на београдском подручју.
Средином 20. века кућа је, како би била сачувана од рушења, пренета је са првобитне локације на рубу села у црквену порту. 
Кућа породице Матић није утврђена за појединачно културно добро, али се налази на заштићеној парцели и заједно са црквом брвнаром представља целину.
Родоначелник породице Матић је писар Мирко. Кућа је поклон је Стаменије Матић из Вранића.

## Изглед куће
Кућа је правоугаоне основе, димензија 10×8 м, и првобитно се састојала од две просторије: оџаклије и собе. Каснијим дорадама план је нешто измењен подизањем преградних зидова, чиме је у оџаклији формирана остава, а у соби још једна мања просторија (одузимањем дела собе). Зидана је у бондручној конструкцији са испуном од чатме, а покривена пљоснатим ћерамидним кровом. Темељи су зидани у ломљеном камену, сa храстовим гредама на које је постављена бондручна конструкција.
Зидови код чатмара, малтерисани блатом а затим кречени, неотпорни су на атмосферске утицаје, па се на кровној конструкцији постављала врло широка стреха како би га заштитила. Често се на чатмарама могу срести стрехе ширине и до два метра. Код Матића куће надстрешнице достижу испуст од једног метра и прихваћене су косницима, неком врстом дрвених конзола, што непосредно доприноси живописном изгледу куће у целини. Изванредне пропорције између тела куће и кровне масе, карактеристичне за шумадијску брвнару, остају непроменљиве кроз све епохе развоја и представљају трајну архитектонску и ликовну вредност овог типа куће.

### Унутрашњи изглед
Унутрашњост је уређена као код других шумадијских чатмара: отворен оџак, земљани под, таваница од дрвених греда и талпи између њих, ручно тесана врата и бело окречени зидови. Опремељена је са око 350 значајних етнографских предмета из свакодневног живота, од намештаја, постељине, посуђа до долапа и верига. Ентеријер куће сачуван је брижљивим конзерваторским поступцима.
Оџаклија са предметима из свакодневног живота
- Огњиште
- Софра
- Разбој

Соба

## Окућница
Уз кућу породице Матић, уз ограду на источној страни порте, налази се и налази се шест помоћних привредних објеката: вајата, магаза, два коша и два млекара, који су пренети са различитих локација у селу или из суседних села.
- Магаза и вајат
- Кош
- Кош
- Млекар Мијаила Мијатовића
- Реконструисана унутрашњост млекара

## Преношење на нову локацију
Преношење на нову локација створило је низ конзерваторских дилема. Кућу је требало поставити уз цркву брвнару, заштићену као непокретно културно добро и споменик културе од великог значаја. Иако су настале у истом периоду, ове две грађевине не представљају јединствену целину, јер се стамбене поповске куће у црквеној порти јављају у Србији тек крајем деветнаестог века. Олакшавајућа околност је био став да се кућа презентује искључиво као експонат. Уз одговарајућу физичку удаљеност,
постигнут је ефекат двеју засебних целина, али је уједно сачувана и њихова компатибилност.